# Ludovic Janvier
Ludovic Janvier (* 24. Oktober 1934 in Paris; † 20. Januar 2016 ebenda) war ein französischer Schriftsteller.
Janvier war der Enkel des haitianischen Schriftstellers und Politikers Louis Joseph Janvier. Er wurde als Romancier, Essayist, Novellist und Lyriker bekannt. Er trat in den 1960er-Jahren erstmals als Schriftsteller mit zwei Essays über Samuel Beckett hervor.

## Werke
- Une parole exigeante, Essay, 1964
- Pour Samuel Beckett, Essay, 1966
- Samuel Beckett par lui-même, Essay, 1969
- La baigneuse, Roman, 1969
- Face, Récit, 1974
- Naissance, Roman, 1984
- La mer à boire, Gedichte, 1987
- Monstre, va (Ich, Ungeheuer), Roman, 1988
- Entre jour et Sommeil, Gedichte, 1992
- Brèves d'amour, Novellen, 1993
- Bientôt, le Soleil, 1998
- Doucement avec l'ange, Gedichte, 2001
- Encore un coup au cœur, 2002
- Tue-le, 2002
- Bon d'accord, allez je reste!, 2003
- Des rivières plein la voix, 2004
- Une poignée de monde, Gedichte, 2006